# Alt Penedès

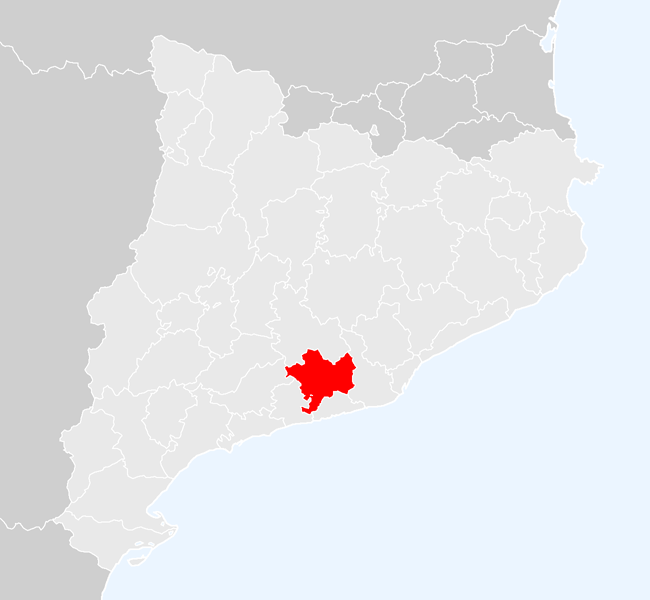
Localização do Alt Penedès, na Catalunha.

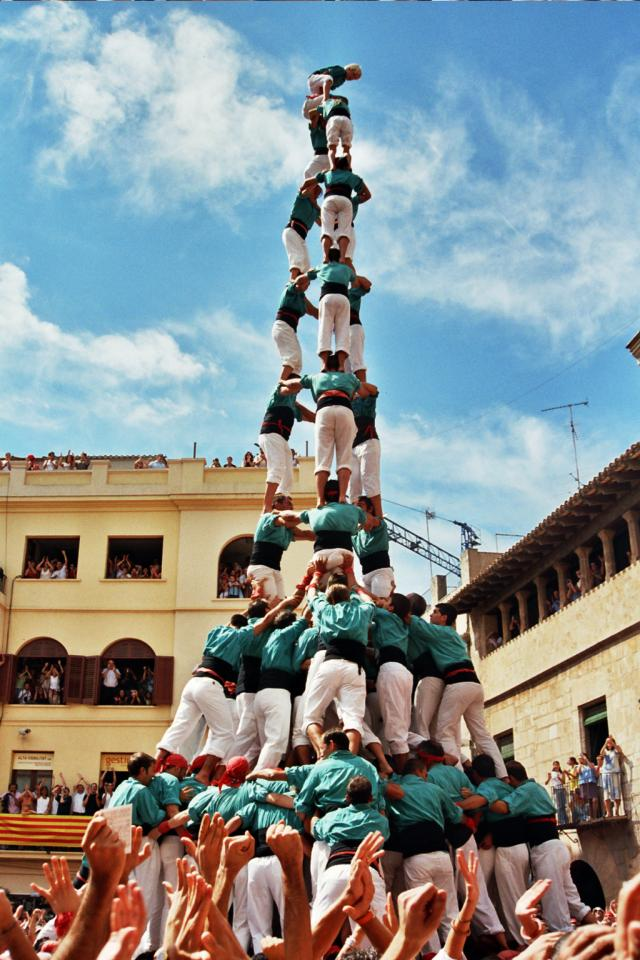
Castell 3 de 10 amb folre i manilles.

Alt Penedès é uma região (comarca) da Catalunha. Abarca uma superfície de 592,77 quilômetros quadrados e possui uma população de uns 98.856 habitantes.

## Subdivisões
A comarca do Alt Penedès subdivide-se nos seguintes 27 municípios:
- Avinyonet del Penedès
- Les Cabanyes
- Castellet i la Gornal
- Castellví de la Marca
- Font-rubí
- Gelida
- La Granada
- Mediona
- Olesa de Bonesvalls
- Olèrdola
- Pacs del Penedès
- El Pla del Penedès
- Pontons
- Puigdàlber
- Sant Cugat Sesgarrigues
- Sant Llorenç d'Hortons
- Sant Martí Sarroca
- Sant Pere de Riudebitlles
- Sant Quintí de Mediona
- Sant Sadurní d'Anoia
- Santa Fe del Penedès
- Santa Margarida i els Monjos
- Subirats
- Torrelavit
- Torrelles de Foix
- Vilafranca del Penedès
- Vilobí del Penedès